# 道の駅庭園の郷保内
道の駅庭園の郷保内（みちのえき ていえんのさと ほない）は、新潟県三条市下保内にある市道大崎547号線の道の駅である。

## 概要

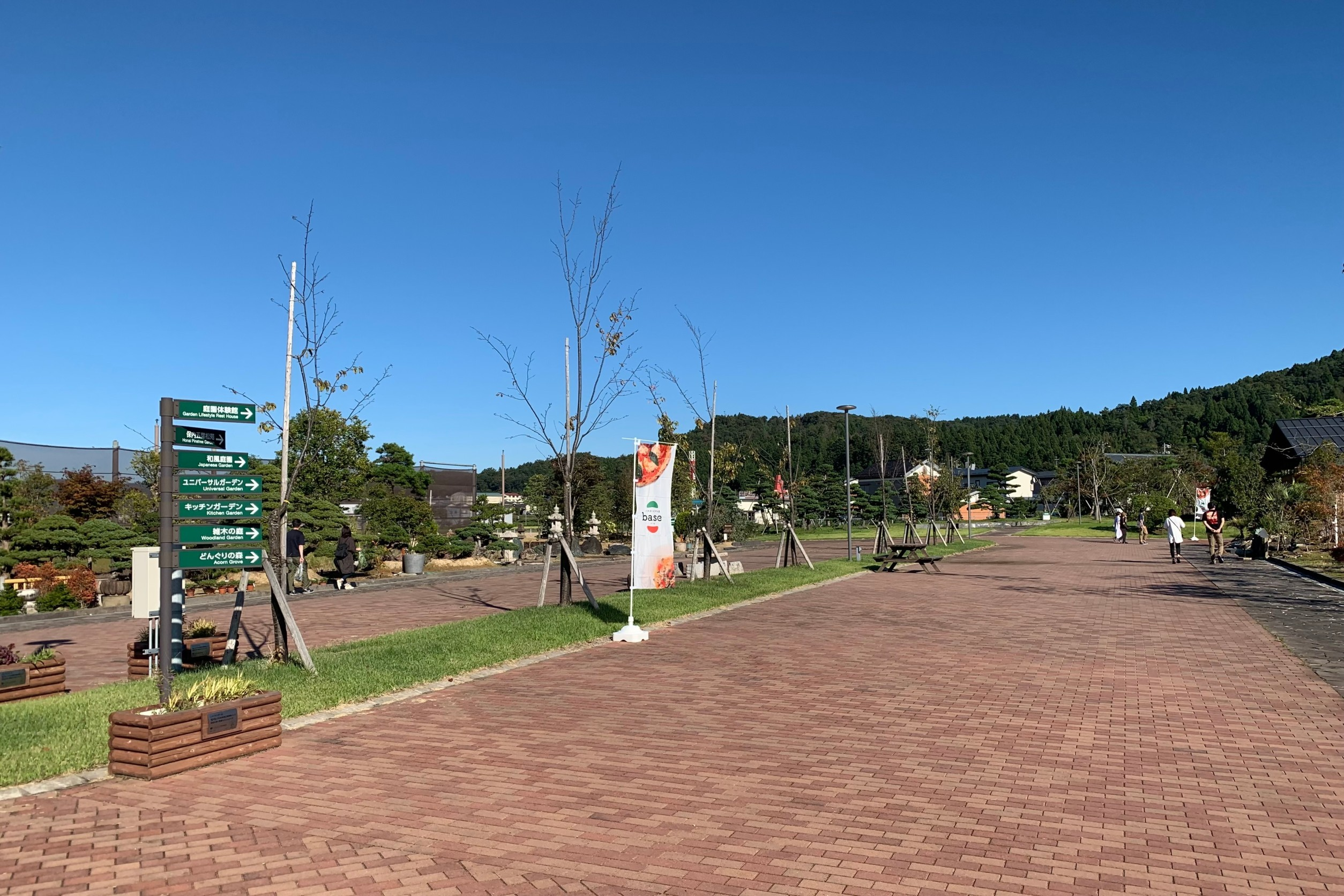
庭園・園芸植物見本園 （2021年9月）

2016年4月29日にオープンした保内地区交流拠点施設「庭園の郷 保内」を前身とする。2016年度に道の駅として登録され、2017年3月25日に道の駅としてリニューアルオープンした。2020年1月には令和元年度の重点道の駅として国土交通省に選定されている。

## 施設
- 駐車場
  - 大型車：10台
  - 小型車：187台
  - 身障者用：4台
- トイレ
  - 男：小 10器 大 5器
  - 女：12器
  - 多目的：2器
- 庭園・園芸植物見本園
- 庭園生活館
  - 情報・休憩コーナー
  - 物産・特産物販売エリア
  - カフェスペース
- 庭園体験館
  - イタリアンレストラン「パスタとピザの店　base」
  - レンタルスペース和室「さくら」「つばき」（「さくら」は茶室機能有り）

### 管理
- 保内緑の里管理組合

## アクセス
- 市道大崎547号線- 登録路線
  - 国道403号
- JR信越本線 保内駅より徒歩約20分
- 越後交通 「宮の浦」バス停（国道403号沿い）より徒歩約2分[5]
- 三条市デマンド交通ひめさゆり「庭園の郷保内」停留所より徒歩すぐ[5]